# Giro de Italia Femenino 2018
La 29.ª edición del Giro de Italia Femenino (oficialmente: Giro d'Italia Internazionale Femminile o también conocido como Giro Rosa) se celebró entre el 6 al 15 de julio de 2018 con inicio en Verbania y final en la ciudad de Cividale del Friuli en Italia. La carrera consistió de un total de 10 etapas sobre un recorrido de 970,29 km.
La carrera hizo parte del UCI WorldTour Femenino 2018 como competencia de categoría 2.WWT del calendario ciclístico de máximo nivel mundial, siendo la decimocuarta carrera de dicho circuito y fue ganada por la ciclista neerlandesa Annemiek van Vleuten del equipo Mitchelton Scott. El podio lo completaron la ciclista sudáfricana Ashleigh Moolman-Pasio del equipo Cervélo Bigla y la ciclista australiana Amanda Spratt del equipo Mitchelton Scott.

## Equipos
Tomaron parte en la carrera un total de 24 equipos invitados por la organización, todos ellos de categoría UCI Team Femenino, quienes conformaron un pelotón de 165 ciclistas de las que terminaron 130. A destacar la renuncia del Hitec Products-Birk Sport por problemas económicos por lo que pudo entrar el Movistar Women.
| Equipos femeninos (24)- Alé Cipollini - Aromitalia Vaiano - Astana Women's - Bepink - Bizkaia-Durango - Boels Dolmans - BTC City Ljubljana - Canyon-SRAM Racing - Cervélo Bigla - Conceria Zabri-Fanini - Cylance - Still Bike Team A.S. Dilettantistica - FDJ-Nouvelle Aquitaine-Futuroscope - Mitchelton-Scott - SC Michela Fanini - Servetto-Stradalli Cycle - Sunweb - Top Girls Fassa Bortolo - Trek-Drops - Valcar PBM - Virtu - WaowDeals - Wiggle High5 - Movistar Team |
| |

## Recorrido
| Etapa      | Fecha     | Recorrido                                 | type                     | Distancia (km) | Ganador              | Líder                |
| ---------- | --------- | ----------------------------------------- | ------------------------ | -------------- | -------------------- | -------------------- |
| 1.ª etapa  | 6 de jul  | Verbania – Verbania                       | contrarreloj por equipos | 15,5           | Sunweb               | Ellen van Dijk       |
| 2.ª etapa  | 7 de jul  | Ovada – Ovada                             | etapa escarpada          | 120,4          | Kirsten Wild         | Lucinda Brand        |
| 3.ª etapa  | 8 de jul  | Corbetta – Corbetta                       | etapa llana              | 132            | Jolien D'Hoore       | Leah Kirchmann       |
| 4.ª etapa  | 9 de jul  | Piacenza – Piacenza                       | etapa llana              | 109            | Jolien D'Hoore       | Leah Kirchmann       |
| 5.ª etapa  | 10 de jul | Omegna – Omegna                           | etapa escarpada          | 117,7          | Ruth Winder          | Ruth Winder          |
| 6.ª etapa  | 11 de jul | Sovico – Gerola Alta                      | etapa de montaña         | 114,1          | Amanda Spratt        | Amanda Spratt        |
| 7.ª etapa  | 12 de jul | Lanzada – Lanzada                         | contrarreloj individual  | 15             | Annemiek van Vleuten | Annemiek van Vleuten |
| 8.ª etapa  | 13 de jul | San Giorgio – Breganze                    | etapa llana              | 121,6          | Marianne Vos         | Annemiek van Vleuten |
| 9.ª etapa  | 14 de jul | Tricesimo – Monte Zoncolan                | etapa de montaña         | 104,7          | Annemiek van Vleuten | Annemiek van Vleuten |
| 10.ª etapa | 15 de jul | Cividale del Friuli – Cividale del Friuli | etapa escarpada          | 120,3          | Annemiek van Vleuten | Annemiek van Vleuten |

## Desarrollo de la carrera

### 1.ª etapa
| Verbania - Verbania | contrarreloj por equipos | (15,5 km) |

| \| Clasificación de la etapa \| Clasificación de la etapa \| Clasificación de la etapa \| Clasificación de la etapa \| Clasificación de la etapa \| Clasificación de la etapa \| \| Equipo \| Equipo \| Tiempo \| Diferencia \| Promedio \| \| \| ------------------------- \| ---------------------------------- \| ------------------------- \| ------------------------- \| ------------------------- \| ------------------------- \| \| 1.º \| Sunweb \| 18 min 25 s \| \| 50.498 km/h \| \| \| 2.º \| Mitchelton-Scott \| 18 min 26 s \| + 1 s \| 50.452 km/h \| \| \| 3.º \| Boels Dolmans \| 18 min 37 s \| + 12 s \| 49.955 km/h \| \| \| 4.º \| Cervélo Bigla \| 18 min 47 s \| + 22 s \| 49.512 km/h \| \| \| 5.º \| Canyon-SRAM Racing \| 18 min 51 s \| + 26 s \| 49.337 km/h \| \| \| 6.º \| WaowDeals \| 19 min 00 s \| + 35 s \| 48.947 km/h \| \| \| 7.º \| Wiggle High5 \| 19 min 04 s \| + 38 s \| 48.776 km/h \| \| \| 8.º \| Movistar Team \| 19 min 36 s \| + 1 min 11 s \| 47.449 km/h \| \| \| 9.º \| FDJ-Nouvelle Aquitaine-Futuroscope \| 19 min 38 s \| + 1 min 13 s \| 47.368 km/h \| \| \| 10.º \| Trek-Drops \| 19 min 43 s \| + 1 min 18 s \| 47.168 km/h \| \| |                                    |             |              |             |
| |                                    |             |              |             |
| Fuente: ProCyclingStats |                                    |             |              |             |
| Clasificación de la etapa |                                    |             |              |             |
| Equipo | Equipo                             | Tiempo      | Diferencia   | Promedio    |
| 1.º | Sunweb                             | 18 min 25 s |              | 50.498 km/h |
| 2.º | Mitchelton-Scott                   | 18 min 26 s | + 1 s        | 50.452 km/h |
| 3.º | Boels Dolmans                      | 18 min 37 s | + 12 s       | 49.955 km/h |
| 4.º | Cervélo Bigla                      | 18 min 47 s | + 22 s       | 49.512 km/h |
| 5.º | Canyon-SRAM Racing                 | 18 min 51 s | + 26 s       | 49.337 km/h |
| 6.º | WaowDeals                          | 19 min 00 s | + 35 s       | 48.947 km/h |
| 7.º | Wiggle High5                       | 19 min 04 s | + 38 s       | 48.776 km/h |
| 8.º | Movistar Team                      | 19 min 36 s | + 1 min 11 s | 47.449 km/h |
| 9.º | FDJ-Nouvelle Aquitaine-Futuroscope | 19 min 38 s | + 1 min 13 s | 47.368 km/h |
| 10.º | Trek-Drops                         | 19 min 43 s | + 1 min 18 s | 47.168 km/h |

| \| Clasificación general \| Clasificación general \| Clasificación general \| Clasificación general \| Clasificación general \| \| Ciclista \| Ciclista \| Equipo \| Tiempo \| \| \| --------------------- \| --------------------- \| --------------------- \| --------------------- \| --------------------- \| \| 1.ª \| Ellen van Dijk \| Sunweb \| 18 min 25 s \| \| \| 2.ª \| Liane Lippert \| Sunweb \| + 0 s \| \| \| 3.ª \| Juliette Labous \| Sunweb \| + 0 s \| \| \| 4.ª \| Julia Soek \| Sunweb \| + 0 s \| \| \| 5.ª \| Leah Kirchmann \| Sunweb \| + 0 s \| \| \| 6.ª \| Lucinda Brand \| Sunweb \| + 0 s \| \| \| 7.ª \| Ruth Winder \| Sunweb \| + 0 s \| \| \| 8.ª \| Sarah Roy \| Mitchelton-Scott \| + 1 s \| \| \| 9.ª \| Gracie Elvin \| Mitchelton-Scott \| + 1 s \| \| \| 10.ª \| Annemiek van Vleuten \| Mitchelton-Scott \| + 1 s \| \| |                      |                  |             |
| |                      |                  |             |
| Fuente: ProCyclingStats |                      |                  |             |
| Clasificación general |                      |                  |             |
| Ciclista | Ciclista             | Equipo           | Tiempo      |
| 1.ª | Ellen van Dijk       | Sunweb           | 18 min 25 s |
| 2.ª | Liane Lippert        | Sunweb           | + 0 s       |
| 3.ª | Juliette Labous      | Sunweb           | + 0 s       |
| 4.ª | Julia Soek           | Sunweb           | + 0 s       |
| 5.ª | Leah Kirchmann       | Sunweb           | + 0 s       |
| 6.ª | Lucinda Brand        | Sunweb           | + 0 s       |
| 7.ª | Ruth Winder          | Sunweb           | + 0 s       |
| 8.ª | Sarah Roy            | Mitchelton-Scott | + 1 s       |
| 9.ª | Gracie Elvin         | Mitchelton-Scott | + 1 s       |
| 10.ª | Annemiek van Vleuten | Mitchelton-Scott | + 1 s       |

### 2.ª etapa
| Ovada - Ovada | etapa escarpada | (120,4 km) |

| \| Clasificación de la etapa \| Clasificación de la etapa \| Clasificación de la etapa \| Clasificación de la etapa \| Clasificación de la etapa \| \| Ciclista \| Ciclista \| Equipo \| Tiempo \| \| \| ------------------------- \| ------------------------- \| ---------------------------------- \| ------------------------- \| ------------------------- \| \| 1.ª \| Kirsten Wild \| Wiggle High5 \| 3 h 22 min 00 s \| \| \| 2.ª \| Giorgia Bronzini \| Cylance \| + 0 s \| \| \| 3.ª \| Marianne Vos \| WaowDeals \| + 0 s \| \| \| 4.ª \| Marta Bastianelli \| Alé Cipollini \| + 0 s \| \| \| 5.ª \| Amy Pieters \| Boels Dolmans \| + 0 s \| \| \| 6.ª \| Alexis Ryan \| Canyon-SRAM Racing \| + 0 s \| \| \| 7.ª \| Ilaria Sanguineti \| Valcar PBM \| + 0 s \| \| \| 8.ª \| Roxane Fournier \| FDJ-Nouvelle Aquitaine-Futuroscope \| + 0 s \| \| \| 9.ª \| Amanda Spratt \| Mitchelton-Scott \| + 0 s \| \| \| 10.ª \| Lucinda Brand \| Sunweb \| + 0 s \| \| |                   |                                    |                 |
| |                   |                                    |                 |
| Fuente: ProCyclingStats |                   |                                    |                 |
| Clasificación de la etapa |                   |                                    |                 |
| Ciclista | Ciclista          | Equipo                             | Tiempo          |
| 1.ª | Kirsten Wild      | Wiggle High5                       | 3 h 22 min 00 s |
| 2.ª | Giorgia Bronzini  | Cylance                            | + 0 s           |
| 3.ª | Marianne Vos      | WaowDeals                          | + 0 s           |
| 4.ª | Marta Bastianelli | Alé Cipollini                      | + 0 s           |
| 5.ª | Amy Pieters       | Boels Dolmans                      | + 0 s           |
| 6.ª | Alexis Ryan       | Canyon-SRAM Racing                 | + 0 s           |
| 7.ª | Ilaria Sanguineti | Valcar PBM                         | + 0 s           |
| 8.ª | Roxane Fournier   | FDJ-Nouvelle Aquitaine-Futuroscope | + 0 s           |
| 9.ª | Amanda Spratt     | Mitchelton-Scott                   | + 0 s           |
| 10.ª | Lucinda Brand     | Sunweb                             | + 0 s           |

| \| Clasificación general \| Clasificación general \| Clasificación general \| Clasificación general \| Clasificación general \| \| Ciclista \| Ciclista \| Equipo \| Tiempo \| \| \| --------------------- \| --------------------- \| --------------------- \| --------------------- \| --------------------- \| \| 1.ª \| Lucinda Brand \| Sunweb \| 3 h 40 min 22 s \| \| \| 2.ª \| Leah Kirchmann \| Sunweb \| + 0 s \| \| \| 3.ª \| Ellen van Dijk \| Sunweb \| + 3 s \| \| \| 4.ª \| Ruth Winder \| Sunweb \| + 3 s \| \| \| 5.ª \| Juliette Labous \| Sunweb \| + 3 s \| \| \| 6.ª \| Liane Lippert \| Sunweb \| + 3 s \| \| \| 7.ª \| Julia Soek \| Sunweb \| + 3 s \| \| \| 8.ª \| Amanda Spratt \| Mitchelton-Scott \| + 4 s \| \| \| 9.ª \| Gracie Elvin \| Mitchelton-Scott \| + 4 s \| \| \| 10.ª \| Annemiek van Vleuten \| Mitchelton-Scott \| + 4 s \| \| |                      |                  |                 |
| |                      |                  |                 |
| Fuente: ProCyclingStats |                      |                  |                 |
| Clasificación general |                      |                  |                 |
| Ciclista | Ciclista             | Equipo           | Tiempo          |
| 1.ª | Lucinda Brand        | Sunweb           | 3 h 40 min 22 s |
| 2.ª | Leah Kirchmann       | Sunweb           | + 0 s           |
| 3.ª | Ellen van Dijk       | Sunweb           | + 3 s           |
| 4.ª | Ruth Winder          | Sunweb           | + 3 s           |
| 5.ª | Juliette Labous      | Sunweb           | + 3 s           |
| 6.ª | Liane Lippert        | Sunweb           | + 3 s           |
| 7.ª | Julia Soek           | Sunweb           | + 3 s           |
| 8.ª | Amanda Spratt        | Mitchelton-Scott | + 4 s           |
| 9.ª | Gracie Elvin         | Mitchelton-Scott | + 4 s           |
| 10.ª | Annemiek van Vleuten | Mitchelton-Scott | + 4 s           |

### 3.ª etapa
| Corbetta - Corbetta | etapa llana | (132 km) |

| \| Clasificación de la etapa \| Clasificación de la etapa \| Clasificación de la etapa \| Clasificación de la etapa \| Clasificación de la etapa \| \| Ciclista \| Ciclista \| Equipo \| Tiempo \| \| \| ------------------------- \| ------------------------- \| ------------------------- \| ------------------------- \| ------------------------- \| \| 1.ª \| Jolien D'Hoore \| Mitchelton-Scott \| 3 h 15 min 47 s \| \| \| 2.ª \| Kirsten Wild \| Wiggle High5 \| + 0 s \| \| \| 3.ª \| Alexis Ryan \| Canyon-SRAM Racing \| + 0 s \| \| \| 4.ª \| Leah Kirchmann \| Sunweb \| + 0 s \| \| \| 5.ª \| Giorgia Bronzini \| Cylance \| + 0 s \| \| \| 6.ª \| Marianne Vos \| WaowDeals \| + 0 s \| \| \| 7.ª \| Barbara Guarischi \| Virtu Cycling Women \| + 0 s \| \| \| 8.ª \| Amy Pieters \| Boels Dolmans \| + 0 s \| \| \| 9.ª \| Chiara Consonni \| Valcar PBM \| + 0 s \| \| \| 10.ª \| Lotta Lepistö \| Cervélo Bigla \| + 0 s \| \| |                   |                     |                 |
| |                   |                     |                 |
| Fuente: ProCyclingStats |                   |                     |                 |
| Clasificación de la etapa |                   |                     |                 |
| Ciclista | Ciclista          | Equipo              | Tiempo          |
| 1.ª | Jolien D'Hoore    | Mitchelton-Scott    | 3 h 15 min 47 s |
| 2.ª | Kirsten Wild      | Wiggle High5        | + 0 s           |
| 3.ª | Alexis Ryan       | Canyon-SRAM Racing  | + 0 s           |
| 4.ª | Leah Kirchmann    | Sunweb              | + 0 s           |
| 5.ª | Giorgia Bronzini  | Cylance             | + 0 s           |
| 6.ª | Marianne Vos      | WaowDeals           | + 0 s           |
| 7.ª | Barbara Guarischi | Virtu Cycling Women | + 0 s           |
| 8.ª | Amy Pieters       | Boels Dolmans       | + 0 s           |
| 9.ª | Chiara Consonni   | Valcar PBM          | + 0 s           |
| 10.ª | Lotta Lepistö     | Cervélo Bigla       | + 0 s           |

| \| Clasificación general \| Clasificación general \| Clasificación general \| Clasificación general \| Clasificación general \| \| Ciclista \| Ciclista \| Equipo \| Tiempo \| \| \| --------------------- \| --------------------- \| --------------------- \| --------------------- \| --------------------- \| \| 1.ª \| Leah Kirchmann \| Sunweb \| 6 h 56 min 07 s \| \| \| 2.ª \| Lucinda Brand \| Sunweb \| + 5 s \| \| \| 3.ª \| Ellen van Dijk \| Sunweb \| + 9 s \| \| \| 4.ª \| Ruth Winder \| Sunweb \| + 9 s \| \| \| 5.ª \| Amanda Spratt \| Mitchelton-Scott \| + 10 s \| \| \| 6.ª \| Annemiek van Vleuten \| Mitchelton-Scott \| + 10 s \| \| \| 7.ª \| Gracie Elvin \| Mitchelton-Scott \| + 10 s \| \| \| 8.ª \| Amy Pieters \| Boels Dolmans \| + 17 s \| \| \| 9.ª \| Chantal Blaak \| Boels Dolmans \| + 21 s \| \| \| 10.ª \| Kirsten Wild \| Wiggle High5 \| + 25 s \| \| |                      |                  |                 |
| |                      |                  |                 |
| Fuente: ProCyclingStats |                      |                  |                 |
| Clasificación general |                      |                  |                 |
| Ciclista | Ciclista             | Equipo           | Tiempo          |
| 1.ª | Leah Kirchmann       | Sunweb           | 6 h 56 min 07 s |
| 2.ª | Lucinda Brand        | Sunweb           | + 5 s           |
| 3.ª | Ellen van Dijk       | Sunweb           | + 9 s           |
| 4.ª | Ruth Winder          | Sunweb           | + 9 s           |
| 5.ª | Amanda Spratt        | Mitchelton-Scott | + 10 s          |
| 6.ª | Annemiek van Vleuten | Mitchelton-Scott | + 10 s          |
| 7.ª | Gracie Elvin         | Mitchelton-Scott | + 10 s          |
| 8.ª | Amy Pieters          | Boels Dolmans    | + 17 s          |
| 9.ª | Chantal Blaak        | Boels Dolmans    | + 21 s          |
| 10.ª | Kirsten Wild         | Wiggle High5     | + 25 s          |

### 4.ª etapa
| Piacenza - Piacenza | etapa llana | (109 km) |

| \| Clasificación de la etapa \| Clasificación de la etapa \| Clasificación de la etapa \| Clasificación de la etapa \| Clasificación de la etapa \| \| Ciclista \| Ciclista \| Equipo \| Tiempo \| \| \| ------------------------- \| ------------------------- \| ---------------------------------- \| ------------------------- \| ------------------------- \| \| 1.ª \| Jolien D'Hoore \| Mitchelton-Scott \| 2 h 42 min 25 s \| \| \| 2.ª \| Marta Bastianelli \| Alé Cipollini \| + 0 s \| \| \| 3.ª \| Lotta Lepistö \| Cervélo Bigla \| + 0 s \| \| \| 4.ª \| Barbara Guarischi \| Virtu Cycling Women \| + 0 s \| \| \| 5.ª \| Leah Kirchmann \| Sunweb \| + 0 s \| \| \| 6.ª \| Roxane Fournier \| FDJ-Nouvelle Aquitaine-Futuroscope \| + 0 s \| \| \| 7.ª \| Kirsten Wild \| Wiggle High5 \| + 0 s \| \| \| 8.ª \| Amy Pieters \| Boels Dolmans \| + 0 s \| \| \| 9.ª \| Emilia Fahlin \| Wiggle High5 \| + 0 s \| \| \| 10.ª \| Claudia Koster \| Virtu Cycling Women \| + 0 s \| \| |                   |                                    |                 |
| |                   |                                    |                 |
| Fuente: ProCyclingStats |                   |                                    |                 |
| Clasificación de la etapa |                   |                                    |                 |
| Ciclista | Ciclista          | Equipo                             | Tiempo          |
| 1.ª | Jolien D'Hoore    | Mitchelton-Scott                   | 2 h 42 min 25 s |
| 2.ª | Marta Bastianelli | Alé Cipollini                      | + 0 s           |
| 3.ª | Lotta Lepistö     | Cervélo Bigla                      | + 0 s           |
| 4.ª | Barbara Guarischi | Virtu Cycling Women                | + 0 s           |
| 5.ª | Leah Kirchmann    | Sunweb                             | + 0 s           |
| 6.ª | Roxane Fournier   | FDJ-Nouvelle Aquitaine-Futuroscope | + 0 s           |
| 7.ª | Kirsten Wild      | Wiggle High5                       | + 0 s           |
| 8.ª | Amy Pieters       | Boels Dolmans                      | + 0 s           |
| 9.ª | Emilia Fahlin     | Wiggle High5                       | + 0 s           |
| 10.ª | Claudia Koster    | Virtu Cycling Women                | + 0 s           |

| \| Clasificación general \| Clasificación general \| Clasificación general \| Clasificación general \| Clasificación general \| \| Ciclista \| Ciclista \| Equipo \| Tiempo \| \| \| --------------------- \| --------------------- \| --------------------- \| --------------------- \| --------------------- \| \| 1.ª \| Leah Kirchmann \| Sunweb \| 9 h 38 min 31 s \| \| \| 2.ª \| Lucinda Brand \| Sunweb \| + 6 s \| \| \| 3.ª \| Ruth Winder \| Sunweb \| + 10 s \| \| \| 4.ª \| Amanda Spratt \| Mitchelton-Scott \| + 11 s \| \| \| 5.ª \| Annemiek van Vleuten \| Mitchelton-Scott \| + 11 s \| \| \| 6.ª \| Gracie Elvin \| Mitchelton-Scott \| + 11 s \| \| \| 7.ª \| Ellen van Dijk \| Sunweb \| + 17 s \| \| \| 8.ª \| Amy Pieters \| Boels Dolmans \| + 18 s \| \| \| 9.ª \| Lotta Lepistö \| Cervélo Bigla \| + 24 s \| \| \| 10.ª \| Kirsten Wild \| Wiggle High5 \| + 26 s \| \| |                      |                  |                 |
| |                      |                  |                 |
| Fuente: ProCyclingStats |                      |                  |                 |
| Clasificación general |                      |                  |                 |
| Ciclista | Ciclista             | Equipo           | Tiempo          |
| 1.ª | Leah Kirchmann       | Sunweb           | 9 h 38 min 31 s |
| 2.ª | Lucinda Brand        | Sunweb           | + 6 s           |
| 3.ª | Ruth Winder          | Sunweb           | + 10 s          |
| 4.ª | Amanda Spratt        | Mitchelton-Scott | + 11 s          |
| 5.ª | Annemiek van Vleuten | Mitchelton-Scott | + 11 s          |
| 6.ª | Gracie Elvin         | Mitchelton-Scott | + 11 s          |
| 7.ª | Ellen van Dijk       | Sunweb           | + 17 s          |
| 8.ª | Amy Pieters          | Boels Dolmans    | + 18 s          |
| 9.ª | Lotta Lepistö        | Cervélo Bigla    | + 24 s          |
| 10.ª | Kirsten Wild         | Wiggle High5     | + 26 s          |

### 5.ª etapa
| Omegna - Omegna | etapa escarpada | (117,7 km) |

| \| Clasificación de la etapa \| Clasificación de la etapa \| Clasificación de la etapa \| Clasificación de la etapa \| Clasificación de la etapa \| \| Ciclista \| Ciclista \| Equipo \| Tiempo \| \| \| ------------------------- \| ------------------------- \| ------------------------- \| ------------------------- \| ------------------------- \| \| 1.ª \| Ruth Winder \| Sunweb \| 3 h 01 min 06 s \| \| \| 2.ª \| Tayler Wiles \| Trek-Drops \| + 1 s \| \| \| 3.ª \| Alice Maria Arzuffi \| Bizkaia-Durango \| + 1 s \| \| \| 4.ª \| Marianne Vos \| WaowDeals \| + 1 min 17 s \| \| \| 5.ª \| Megan Guarnier \| Boels Dolmans \| + 1 min 17 s \| \| \| 6.ª \| Elisa Longo Borghini \| Wiggle High5 \| + 1 min 17 s \| \| \| 7.ª \| Maria Giulia Confalonieri \| Valcar PBM \| + 1 min 17 s \| \| \| 8.ª \| Amanda Spratt \| Mitchelton-Scott \| + 1 min 17 s \| \| \| 9.ª \| Soraya Paladin \| Alé Cipollini \| + 1 min 17 s \| \| \| 10.ª \| Nadia Quagliotto \| Top Girls Fassa Bortolo \| + 1 min 17 s \| \| |                           |                         |                 |
| |                           |                         |                 |
| Fuente: ProCyclingStats |                           |                         |                 |
| Clasificación de la etapa |                           |                         |                 |
| Ciclista | Ciclista                  | Equipo                  | Tiempo          |
| 1.ª | Ruth Winder               | Sunweb                  | 3 h 01 min 06 s |
| 2.ª | Tayler Wiles              | Trek-Drops              | + 1 s           |
| 3.ª | Alice Maria Arzuffi       | Bizkaia-Durango         | + 1 s           |
| 4.ª | Marianne Vos              | WaowDeals               | + 1 min 17 s    |
| 5.ª | Megan Guarnier            | Boels Dolmans           | + 1 min 17 s    |
| 6.ª | Elisa Longo Borghini      | Wiggle High5            | + 1 min 17 s    |
| 7.ª | Maria Giulia Confalonieri | Valcar PBM              | + 1 min 17 s    |
| 8.ª | Amanda Spratt             | Mitchelton-Scott        | + 1 min 17 s    |
| 9.ª | Soraya Paladin            | Alé Cipollini           | + 1 min 17 s    |
| 10.ª | Nadia Quagliotto          | Top Girls Fassa Bortolo | + 1 min 17 s    |

| \| Clasificación general \| Clasificación general \| Clasificación general \| Clasificación general \| Clasificación general \| \| Ciclista \| Ciclista \| Equipo \| Tiempo \| \| \| --------------------- \| ---------------------- \| --------------------- \| --------------------- \| --------------------- \| \| 1.ª \| Ruth Winder \| Sunweb \| 12 h 39 min 36 s \| \| \| 2.ª \| Leah Kirchmann \| Sunweb \| + 1 min 18 s \| \| \| 3.ª \| Lucinda Brand \| Sunweb \| + 1 min 24 s \| \| \| 4.ª \| Amanda Spratt \| Mitchelton-Scott \| + 1 min 29 s \| \| \| 5.ª \| Annemiek van Vleuten \| Mitchelton-Scott \| + 1 min 29 s \| \| \| 6.ª \| Ellen van Dijk \| Sunweb \| + 1 min 35 s \| \| \| 7.ª \| Lotta Lepistö \| Cervélo Bigla \| + 1 min 42 s \| \| \| 8.ª \| Cecilie Uttrup Ludwig \| Cervélo Bigla \| + 1 min 50 s \| \| \| 9.ª \| Ashleigh Moolman-Pasio \| Cervélo Bigla \| + 1 min 50 s \| \| \| 10.ª \| Katarzyna Niewiadoma \| Canyon-SRAM Racing \| + 2 min 01 s \| \| |                        |                    |                  |
| |                        |                    |                  |
| Fuente: ProCyclingStats |                        |                    |                  |
| Clasificación general |                        |                    |                  |
| Ciclista | Ciclista               | Equipo             | Tiempo           |
| 1.ª | Ruth Winder            | Sunweb             | 12 h 39 min 36 s |
| 2.ª | Leah Kirchmann         | Sunweb             | + 1 min 18 s     |
| 3.ª | Lucinda Brand          | Sunweb             | + 1 min 24 s     |
| 4.ª | Amanda Spratt          | Mitchelton-Scott   | + 1 min 29 s     |
| 5.ª | Annemiek van Vleuten   | Mitchelton-Scott   | + 1 min 29 s     |
| 6.ª | Ellen van Dijk         | Sunweb             | + 1 min 35 s     |
| 7.ª | Lotta Lepistö          | Cervélo Bigla      | + 1 min 42 s     |
| 8.ª | Cecilie Uttrup Ludwig  | Cervélo Bigla      | + 1 min 50 s     |
| 9.ª | Ashleigh Moolman-Pasio | Cervélo Bigla      | + 1 min 50 s     |
| 10.ª | Katarzyna Niewiadoma   | Canyon-SRAM Racing | + 2 min 01 s     |

### 6.ª etapa
| Sovico - Gerola Alta | etapa de montaña | (114,1 km) |

| \| Clasificación de la etapa \| Clasificación de la etapa \| Clasificación de la etapa \| Clasificación de la etapa \| Clasificación de la etapa \| \| Ciclista \| Ciclista \| Equipo \| Tiempo \| \| \| ------------------------- \| ------------------------- \| ------------------------- \| ------------------------- \| ------------------------- \| \| 1.ª \| Amanda Spratt \| Mitchelton-Scott \| 2 h 57 min 49 s \| \| \| 2.ª \| Annemiek van Vleuten \| Mitchelton-Scott \| + 29 s \| \| \| 3.ª \| Ashleigh Moolman-Pasio \| Cervélo Bigla \| + 31 s \| \| \| 4.ª \| Megan Guarnier \| Boels Dolmans \| + 32 s \| \| \| 5.ª \| Ane Santesteban \| Alé Cipollini \| + 32 s \| \| \| 6.ª \| Mavi García \| Movistar Team \| + 32 s \| \| \| 7.ª \| Katarzyna Niewiadoma \| Canyon-SRAM Racing \| + 34 s \| \| \| 8.ª \| Sabrina Stultiens \| WaowDeals \| + 35 s \| \| \| 9.ª \| Lucinda Brand \| Sunweb \| + 35 s \| \| \| 10.ª \| Cecilie Uttrup Ludwig \| Cervélo Bigla \| + 35 s \| \| |                        |                    |                 |
| |                        |                    |                 |
| Fuente: ProCyclingStats |                        |                    |                 |
| Clasificación de la etapa |                        |                    |                 |
| Ciclista | Ciclista               | Equipo             | Tiempo          |
| 1.ª | Amanda Spratt          | Mitchelton-Scott   | 2 h 57 min 49 s |
| 2.ª | Annemiek van Vleuten   | Mitchelton-Scott   | + 29 s          |
| 3.ª | Ashleigh Moolman-Pasio | Cervélo Bigla      | + 31 s          |
| 4.ª | Megan Guarnier         | Boels Dolmans      | + 32 s          |
| 5.ª | Ane Santesteban        | Alé Cipollini      | + 32 s          |
| 6.ª | Mavi García            | Movistar Team      | + 32 s          |
| 7.ª | Katarzyna Niewiadoma   | Canyon-SRAM Racing | + 34 s          |
| 8.ª | Sabrina Stultiens      | WaowDeals          | + 35 s          |
| 9.ª | Lucinda Brand          | Sunweb             | + 35 s          |
| 10.ª | Cecilie Uttrup Ludwig  | Cervélo Bigla      | + 35 s          |

| \| Clasificación general \| Clasificación general \| Clasificación general \| Clasificación general \| Clasificación general \| \| Ciclista \| Ciclista \| Equipo \| Tiempo \| \| \| --------------------- \| ---------------------- \| --------------------- \| --------------------- \| --------------------- \| \| 1.ª \| Amanda Spratt \| Mitchelton-Scott \| 15 h 38 min 44 s \| \| \| 2.ª \| Ruth Winder \| Sunweb \| + 30 s \| \| \| 3.ª \| Annemiek van Vleuten \| Mitchelton-Scott \| + 33 s \| \| \| 4.ª \| Lucinda Brand \| Sunweb \| + 40 s \| \| \| 5.ª \| Ashleigh Moolman-Pasio \| Cervélo Bigla \| + 58 s \| \| \| 6.ª \| Cecilie Uttrup Ludwig \| Cervélo Bigla \| + 1 min 06 s \| \| \| 7.ª \| Katarzyna Niewiadoma \| Canyon-SRAM Racing \| + 1 min 16 s \| \| \| 8.ª \| Megan Guarnier \| Boels Dolmans \| + 1 min 49 s \| \| \| 9.ª \| Leah Kirchmann \| Sunweb \| + 2 min 08 s \| \| \| 10.ª \| Sabrina Stultiens \| WaowDeals \| + 2 min 31 s \| \| |                        |                    |                  |
| |                        |                    |                  |
| Fuente: ProCyclingStats |                        |                    |                  |
| Clasificación general |                        |                    |                  |
| Ciclista | Ciclista               | Equipo             | Tiempo           |
| 1.ª | Amanda Spratt          | Mitchelton-Scott   | 15 h 38 min 44 s |
| 2.ª | Ruth Winder            | Sunweb             | + 30 s           |
| 3.ª | Annemiek van Vleuten   | Mitchelton-Scott   | + 33 s           |
| 4.ª | Lucinda Brand          | Sunweb             | + 40 s           |
| 5.ª | Ashleigh Moolman-Pasio | Cervélo Bigla      | + 58 s           |
| 6.ª | Cecilie Uttrup Ludwig  | Cervélo Bigla      | + 1 min 06 s     |
| 7.ª | Katarzyna Niewiadoma   | Canyon-SRAM Racing | + 1 min 16 s     |
| 8.ª | Megan Guarnier         | Boels Dolmans      | + 1 min 49 s     |
| 9.ª | Leah Kirchmann         | Sunweb             | + 2 min 08 s     |
| 10.ª | Sabrina Stultiens      | WaowDeals          | + 2 min 31 s     |

### 7.ª etapa
| Lanzada - Lanzada | contrarreloj individual | (15 km) |

| \| Clasificación de la etapa \| Clasificación de la etapa \| Clasificación de la etapa \| Clasificación de la etapa \| Clasificación de la etapa \| \| Ciclista \| Ciclista \| Equipo \| Tiempo \| \| \| ------------------------- \| ------------------------- \| ------------------------- \| ------------------------- \| ------------------------- \| \| 1.ª \| Annemiek van Vleuten \| Mitchelton-Scott \| 46 min 07 s \| \| \| 2.ª \| Ashleigh Moolman-Pasio \| Cervélo Bigla \| + 2 min 28 s \| \| \| 3.ª \| Lucinda Brand \| Sunweb \| + 2 min 54 s \| \| \| 4.ª \| Megan Guarnier \| Boels Dolmans \| + 3 min 16 s \| \| \| 5.ª \| Amanda Spratt \| Mitchelton-Scott \| + 3 min 26 s \| \| \| 6.ª \| Elisa Longo Borghini \| Wiggle High5 \| + 3 min 27 s \| \| \| 7.ª \| Katarzyna Niewiadoma \| Canyon-SRAM Racing \| + 3 min 37 s \| \| \| 8.ª \| Cecilie Uttrup Ludwig \| Cervélo Bigla \| + 4 min 05 s \| \| \| 9.ª \| Alice Maria Arzuffi \| Bizkaia-Durango \| + 4 min 17 s \| \| \| 10.ª \| Tayler Wiles \| Trek-Drops \| + 4 min 29 s \| \| |                        |                    |              |
| |                        |                    |              |
| Fuente: ProCyclingStats |                        |                    |              |
| Clasificación de la etapa |                        |                    |              |
| Ciclista | Ciclista               | Equipo             | Tiempo       |
| 1.ª | Annemiek van Vleuten   | Mitchelton-Scott   | 46 min 07 s  |
| 2.ª | Ashleigh Moolman-Pasio | Cervélo Bigla      | + 2 min 28 s |
| 3.ª | Lucinda Brand          | Sunweb             | + 2 min 54 s |
| 4.ª | Megan Guarnier         | Boels Dolmans      | + 3 min 16 s |
| 5.ª | Amanda Spratt          | Mitchelton-Scott   | + 3 min 26 s |
| 6.ª | Elisa Longo Borghini   | Wiggle High5       | + 3 min 27 s |
| 7.ª | Katarzyna Niewiadoma   | Canyon-SRAM Racing | + 3 min 37 s |
| 8.ª | Cecilie Uttrup Ludwig  | Cervélo Bigla      | + 4 min 05 s |
| 9.ª | Alice Maria Arzuffi    | Bizkaia-Durango    | + 4 min 17 s |
| 10.ª | Tayler Wiles           | Trek-Drops         | + 4 min 29 s |

| \| Clasificación general \| Clasificación general \| Clasificación general \| Clasificación general \| Clasificación general \| \| Ciclista \| Ciclista \| Equipo \| Tiempo \| \| \| --------------------- \| ---------------------- \| --------------------- \| --------------------- \| --------------------- \| \| 1.ª \| Annemiek van Vleuten \| Mitchelton-Scott \| 16 h 25 min 23 s \| \| \| 2.ª \| Amanda Spratt \| Mitchelton-Scott \| + 2 min 53 s \| \| \| 3.ª \| Ashleigh Moolman-Pasio \| Cervélo Bigla \| + 2 min 54 s \| \| \| 4.ª \| Lucinda Brand \| Sunweb \| + 3 min 01 s \| \| \| 5.ª \| Katarzyna Niewiadoma \| Canyon-SRAM Racing \| + 4 min 21 s \| \| \| 6.ª \| Megan Guarnier \| Boels Dolmans \| + 4 min 33 s \| \| \| 7.ª \| Cecilie Uttrup Ludwig \| Cervélo Bigla \| + 4 min 39 s \| \| \| 8.ª \| Ruth Winder \| Sunweb \| + 5 min 52 s \| \| \| 9.ª \| Elisa Longo Borghini \| Wiggle High5 \| + 6 min 34 s \| \| \| 10.ª \| Sabrina Stultiens \| WaowDeals \| + 6 min 36 s \| \| |                        |                    |                  |
| |                        |                    |                  |
| Fuente: ProCyclingStats |                        |                    |                  |
| Clasificación general |                        |                    |                  |
| Ciclista | Ciclista               | Equipo             | Tiempo           |
| 1.ª | Annemiek van Vleuten   | Mitchelton-Scott   | 16 h 25 min 23 s |
| 2.ª | Amanda Spratt          | Mitchelton-Scott   | + 2 min 53 s     |
| 3.ª | Ashleigh Moolman-Pasio | Cervélo Bigla      | + 2 min 54 s     |
| 4.ª | Lucinda Brand          | Sunweb             | + 3 min 01 s     |
| 5.ª | Katarzyna Niewiadoma   | Canyon-SRAM Racing | + 4 min 21 s     |
| 6.ª | Megan Guarnier         | Boels Dolmans      | + 4 min 33 s     |
| 7.ª | Cecilie Uttrup Ludwig  | Cervélo Bigla      | + 4 min 39 s     |
| 8.ª | Ruth Winder            | Sunweb             | + 5 min 52 s     |
| 9.ª | Elisa Longo Borghini   | Wiggle High5       | + 6 min 34 s     |
| 10.ª | Sabrina Stultiens      | WaowDeals          | + 6 min 36 s     |

### 8.ª etapa
| San Giorgio - Breganze | etapa llana | (121,6 km) |

| \| Clasificación de la etapa \| Clasificación de la etapa \| Clasificación de la etapa \| Clasificación de la etapa \| Clasificación de la etapa \| \| Ciclista \| Ciclista \| Equipo \| Tiempo \| \| \| ------------------------- \| ------------------------- \| ------------------------- \| ------------------------- \| ------------------------- \| \| 1.ª \| Marianne Vos \| WaowDeals \| 3 h 06 min 38 s \| \| \| 2.ª \| Elisa Longo Borghini \| Wiggle High5 \| + 0 s \| \| \| 3.ª \| Lucinda Brand \| Sunweb \| + 0 s \| \| \| 4.ª \| Giorgia Bronzini \| Cylance \| + 23 s \| \| \| 5.ª \| Soraya Paladin \| Alé Cipollini \| + 23 s \| \| \| 6.ª \| Maria Giulia Confalonieri \| Valcar PBM \| + 23 s \| \| \| 7.ª \| Sofia Bertizzolo \| Astana Women's Team \| + 23 s \| \| \| 8.ª \| Elena Cecchini \| Canyon-SRAM Racing \| + 23 s \| \| \| 9.ª \| Nadia Quagliotto \| Top Girls Fassa Bortolo \| + 23 s \| \| \| 10.ª \| Eugenia Bujak \| BTC City Ljubljana \| + 23 s \| \| |                           |                         |                 |
| |                           |                         |                 |
| Fuente: ProCyclingStats |                           |                         |                 |
| Clasificación de la etapa |                           |                         |                 |
| Ciclista | Ciclista                  | Equipo                  | Tiempo          |
| 1.ª | Marianne Vos              | WaowDeals               | 3 h 06 min 38 s |
| 2.ª | Elisa Longo Borghini      | Wiggle High5            | + 0 s           |
| 3.ª | Lucinda Brand             | Sunweb                  | + 0 s           |
| 4.ª | Giorgia Bronzini          | Cylance                 | + 23 s          |
| 5.ª | Soraya Paladin            | Alé Cipollini           | + 23 s          |
| 6.ª | Maria Giulia Confalonieri | Valcar PBM              | + 23 s          |
| 7.ª | Sofia Bertizzolo          | Astana Women's Team     | + 23 s          |
| 8.ª | Elena Cecchini            | Canyon-SRAM Racing      | + 23 s          |
| 9.ª | Nadia Quagliotto          | Top Girls Fassa Bortolo | + 23 s          |
| 10.ª | Eugenia Bujak             | BTC City Ljubljana      | + 23 s          |

| \| Clasificación general \| Clasificación general \| Clasificación general \| Clasificación general \| Clasificación general \| \| Ciclista \| Ciclista \| Equipo \| Tiempo \| \| \| --------------------- \| ---------------------- \| --------------------- \| --------------------- \| --------------------- \| \| 1.ª \| Annemiek van Vleuten \| Mitchelton-Scott \| 19 h 32 min 24 s \| \| \| 2.ª \| Lucinda Brand \| Sunweb \| + 2 min 29 s \| \| \| 3.ª \| Ashleigh Moolman-Pasio \| Cervélo Bigla \| + 2 min 51 s \| \| \| 4.ª \| Amanda Spratt \| Mitchelton-Scott \| + 2 min 53 s \| \| \| 5.ª \| Katarzyna Niewiadoma \| Canyon-SRAM Racing \| + 4 min 21 s \| \| \| 6.ª \| Megan Guarnier \| Boels Dolmans \| + 4 min 33 s \| \| \| 7.ª \| Cecilie Uttrup Ludwig \| Cervélo Bigla \| + 4 min 59 s \| \| \| 8.ª \| Ruth Winder \| Sunweb \| + 5 min 52 s \| \| \| 9.ª \| Elisa Longo Borghini \| Wiggle High5 \| + 6 min 05 s \| \| \| 10.ª \| Sabrina Stultiens \| WaowDeals \| + 6 min 36 s \| \| |                        |                    |                  |
| |                        |                    |                  |
| Fuente: ProCyclingStats |                        |                    |                  |
| Clasificación general |                        |                    |                  |
| Ciclista | Ciclista               | Equipo             | Tiempo           |
| 1.ª | Annemiek van Vleuten   | Mitchelton-Scott   | 19 h 32 min 24 s |
| 2.ª | Lucinda Brand          | Sunweb             | + 2 min 29 s     |
| 3.ª | Ashleigh Moolman-Pasio | Cervélo Bigla      | + 2 min 51 s     |
| 4.ª | Amanda Spratt          | Mitchelton-Scott   | + 2 min 53 s     |
| 5.ª | Katarzyna Niewiadoma   | Canyon-SRAM Racing | + 4 min 21 s     |
| 6.ª | Megan Guarnier         | Boels Dolmans      | + 4 min 33 s     |
| 7.ª | Cecilie Uttrup Ludwig  | Cervélo Bigla      | + 4 min 59 s     |
| 8.ª | Ruth Winder            | Sunweb             | + 5 min 52 s     |
| 9.ª | Elisa Longo Borghini   | Wiggle High5       | + 6 min 05 s     |
| 10.ª | Sabrina Stultiens      | WaowDeals          | + 6 min 36 s     |

### 9.ª etapa
| Tricesimo - Monte Zoncolan | etapa de montaña | (104,7 km) |

| \| Clasificación de la etapa \| Clasificación de la etapa \| Clasificación de la etapa \| Clasificación de la etapa \| Clasificación de la etapa \| \| Ciclista \| Ciclista \| Equipo \| Tiempo \| \| \| ------------------------- \| ------------------------- \| ------------------------- \| ------------------------- \| ------------------------- \| \| 1.ª \| Annemiek van Vleuten \| Mitchelton-Scott \| 3 h 17 min 54 s \| \| \| 2.ª \| Ashleigh Moolman-Pasio \| Cervélo Bigla \| + 40 s \| \| \| 3.ª \| Amanda Spratt \| Mitchelton-Scott \| + 2 min 54 s \| \| \| 4.ª \| Eider Merino \| Movistar Team \| + 2 min 59 s \| \| \| 5.ª \| Megan Guarnier \| Boels Dolmans \| + 4 min 00 s \| \| \| 6.ª \| Lucinda Brand \| Sunweb \| + 4 min 06 s \| \| \| 7.ª \| Ane Santesteban \| Alé Cipollini \| + 4 min 39 s \| \| \| 8.ª \| Cecilie Uttrup Ludwig \| Cervélo Bigla \| + 4 min 52 s \| \| \| 9.ª \| Mavi García \| Movistar Team \| + 5 min 16 s \| \| \| 10.ª \| Katrine Aalerud \| Virtu Cycling Women \| + 5 min 28 s \| \| |                        |                     |                 |
| |                        |                     |                 |
| Fuente: ProCyclingStats |                        |                     |                 |
| Clasificación de la etapa |                        |                     |                 |
| Ciclista | Ciclista               | Equipo              | Tiempo          |
| 1.ª | Annemiek van Vleuten   | Mitchelton-Scott    | 3 h 17 min 54 s |
| 2.ª | Ashleigh Moolman-Pasio | Cervélo Bigla       | + 40 s          |
| 3.ª | Amanda Spratt          | Mitchelton-Scott    | + 2 min 54 s    |
| 4.ª | Eider Merino           | Movistar Team       | + 2 min 59 s    |
| 5.ª | Megan Guarnier         | Boels Dolmans       | + 4 min 00 s    |
| 6.ª | Lucinda Brand          | Sunweb              | + 4 min 06 s    |
| 7.ª | Ane Santesteban        | Alé Cipollini       | + 4 min 39 s    |
| 8.ª | Cecilie Uttrup Ludwig  | Cervélo Bigla       | + 4 min 52 s    |
| 9.ª | Mavi García            | Movistar Team       | + 5 min 16 s    |
| 10.ª | Katrine Aalerud        | Virtu Cycling Women | + 5 min 28 s    |

| \| Clasificación general \| Clasificación general \| Clasificación general \| Clasificación general \| Clasificación general \| \| Ciclista \| Ciclista \| Equipo \| Tiempo \| \| \| --------------------- \| ---------------------- \| --------------------- \| --------------------- \| --------------------- \| \| 1.ª \| Annemiek van Vleuten \| Mitchelton-Scott \| 22 h 50 min 08 s \| \| \| 2.ª \| Ashleigh Moolman-Pasio \| Cervélo Bigla \| + 3 min 35 s \| \| \| 3.ª \| Amanda Spratt \| Mitchelton-Scott \| + 5 min 53 s \| \| \| 4.ª \| Lucinda Brand \| Sunweb \| + 7 min 05 s \| \| \| 5.ª \| Megan Guarnier \| Boels Dolmans \| + 8 min 43 s \| \| \| 6.ª \| Cecilie Uttrup Ludwig \| Cervélo Bigla \| + 10 min 01 s \| \| \| 7.ª \| Katarzyna Niewiadoma \| Canyon-SRAM Racing \| + 10 min 13 s \| \| \| 8.ª \| Eider Merino \| Movistar Team \| + 11 min 12 s \| \| \| 9.ª \| Elisa Longo Borghini \| Wiggle High5 \| + 12 min 14 s \| \| \| 10.ª \| Ane Santesteban \| Alé Cipollini \| + 12 min 35 s \| \| |                        |                    |                  |
| |                        |                    |                  |
| Fuente: ProCyclingStats |                        |                    |                  |
| Clasificación general |                        |                    |                  |
| Ciclista | Ciclista               | Equipo             | Tiempo           |
| 1.ª | Annemiek van Vleuten   | Mitchelton-Scott   | 22 h 50 min 08 s |
| 2.ª | Ashleigh Moolman-Pasio | Cervélo Bigla      | + 3 min 35 s     |
| 3.ª | Amanda Spratt          | Mitchelton-Scott   | + 5 min 53 s     |
| 4.ª | Lucinda Brand          | Sunweb             | + 7 min 05 s     |
| 5.ª | Megan Guarnier         | Boels Dolmans      | + 8 min 43 s     |
| 6.ª | Cecilie Uttrup Ludwig  | Cervélo Bigla      | + 10 min 01 s    |
| 7.ª | Katarzyna Niewiadoma   | Canyon-SRAM Racing | + 10 min 13 s    |
| 8.ª | Eider Merino           | Movistar Team      | + 11 min 12 s    |
| 9.ª | Elisa Longo Borghini   | Wiggle High5       | + 12 min 14 s    |
| 10.ª | Ane Santesteban        | Alé Cipollini      | + 12 min 35 s    |

### 10.ª etapa
| Cividale del Friuli - Cividale del Friuli | etapa escarpada | (120,3 km) |

| \| Clasificación de la etapa \| Clasificación de la etapa \| Clasificación de la etapa \| Clasificación de la etapa \| Clasificación de la etapa \| \| Ciclista \| Ciclista \| Equipo \| Tiempo \| \| \| ------------------------- \| ------------------------- \| ------------------------- \| ------------------------- \| ------------------------- \| \| 1.ª \| Annemiek van Vleuten \| Mitchelton-Scott \| 3 h 00 min 24 s \| \| \| 2.ª \| Lucinda Brand \| Sunweb \| + 27 s \| \| \| 3.ª \| Katarzyna Niewiadoma \| Canyon-SRAM Racing \| + 27 s \| \| \| 4.ª \| Megan Guarnier \| Boels Dolmans \| + 27 s \| \| \| 5.ª \| Mavi García \| Movistar Team \| + 27 s \| \| \| 6.ª \| Amanda Spratt \| Mitchelton-Scott \| + 27 s \| \| \| 7.ª \| Ashleigh Moolman-Pasio \| Cervélo Bigla \| + 27 s \| \| \| 8.ª \| Cecilie Uttrup Ludwig \| Cervélo Bigla \| + 27 s \| \| \| 9.ª \| Ane Santesteban \| Alé Cipollini \| + 27 s \| \| \| 10.ª \| Juliette Labous \| Sunweb \| + 1 min 14 s \| \| |                        |                    |                 |
| |                        |                    |                 |
| Fuente: ProCyclingStats |                        |                    |                 |
| Clasificación de la etapa |                        |                    |                 |
| Ciclista | Ciclista               | Equipo             | Tiempo          |
| 1.ª | Annemiek van Vleuten   | Mitchelton-Scott   | 3 h 00 min 24 s |
| 2.ª | Lucinda Brand          | Sunweb             | + 27 s          |
| 3.ª | Katarzyna Niewiadoma   | Canyon-SRAM Racing | + 27 s          |
| 4.ª | Megan Guarnier         | Boels Dolmans      | + 27 s          |
| 5.ª | Mavi García            | Movistar Team      | + 27 s          |
| 6.ª | Amanda Spratt          | Mitchelton-Scott   | + 27 s          |
| 7.ª | Ashleigh Moolman-Pasio | Cervélo Bigla      | + 27 s          |
| 8.ª | Cecilie Uttrup Ludwig  | Cervélo Bigla      | + 27 s          |
| 9.ª | Ane Santesteban        | Alé Cipollini      | + 27 s          |
| 10.ª | Juliette Labous        | Sunweb             | + 1 min 14 s    |

## Clasificaciones finales
Las clasificaciones finalizaron de la siguiente forma:

### Clasificación general(Maglia Rosa)
| \| Clasificación general \| Clasificación general \| Clasificación general \| Clasificación general \| Clasificación general \| \| Ciclista \| Ciclista \| Equipo \| Tiempo \| \| \| --------------------- \| ---------------------- \| --------------------- \| --------------------- \| --------------------- \| \| 1.ª \| Annemiek van Vleuten \| Mitchelton-Scott \| 25 h 50 min 22 s \| \| \| 2.ª \| Ashleigh Moolman-Pasio \| Cervélo Bigla \| + 4 min 12 s \| \| \| 3.ª \| Amanda Spratt \| Mitchelton-Scott \| + 6 min 30 s \| \| \| 4.ª \| Lucinda Brand \| Sunweb \| + 7 min 36 s \| \| \| 5.ª \| Megan Guarnier \| Boels Dolmans \| + 9 min 20 s \| \| \| 6.ª \| Cecilie Uttrup Ludwig \| Cervélo Bigla \| + 10 min 38 s \| \| \| 7.ª \| Katarzyna Niewiadoma \| Canyon-SRAM Racing \| + 10 min 46 s \| \| \| 8.ª \| Eider Merino \| Movistar Team \| + 12 min 37 s \| \| \| 9.ª \| Ane Santesteban \| Alé Cipollini \| + 13 min 12 s \| \| \| 10.ª \| Elisa Longo Borghini \| Wiggle High5 \| + 13 min 47 s \| \| |                        |                    |                  |
| |                        |                    |                  |
| Fuente: ProCyclingStats |                        |                    |                  |
| Clasificación general |                        |                    |                  |
| Ciclista | Ciclista               | Equipo             | Tiempo           |
| 1.ª | Annemiek van Vleuten   | Mitchelton-Scott   | 25 h 50 min 22 s |
| 2.ª | Ashleigh Moolman-Pasio | Cervélo Bigla      | + 4 min 12 s     |
| 3.ª | Amanda Spratt          | Mitchelton-Scott   | + 6 min 30 s     |
| 4.ª | Lucinda Brand          | Sunweb             | + 7 min 36 s     |
| 5.ª | Megan Guarnier         | Boels Dolmans      | + 9 min 20 s     |
| 6.ª | Cecilie Uttrup Ludwig  | Cervélo Bigla      | + 10 min 38 s    |
| 7.ª | Katarzyna Niewiadoma   | Canyon-SRAM Racing | + 10 min 46 s    |
| 8.ª | Eider Merino           | Movistar Team      | + 12 min 37 s    |
| 9.ª | Ane Santesteban        | Alé Cipollini      | + 13 min 12 s    |
| 10.ª | Elisa Longo Borghini   | Wiggle High5       | + 13 min 47 s    |

### Clasificación por puntos(Maglia Ciclamino)
| Clasificación por puntos | Clasificación por puntos | Clasificación por puntos | Clasificación por puntos | Clasificación por puntos |
| Ciclista                 | Ciclista                 | Equipo                   | Puntos                   |                          |
| ------------------------ | ------------------------ | ------------------------ | ------------------------ | ------------------------ |
| 1.ª                      | Annemiek van Vleuten     | Mitchelton-Scott         | 57 pts                   |                          |
| 2.ª                      | Amanda Spratt            | Mitchelton-Scott         | 41 pts                   |                          |
| 3.ª                      | Lucinda Brand            | Sunweb                   | 40 pts                   |                          |
| 4.ª                      | Ashleigh Moolman-Pasio   | Cervélo Bigla            | 38 pts                   |                          |
| 5.ª                      | Megan Guarnier           | Boels Dolmans            | 36 pts                   |                          |
| 6.ª                      | Jolien D'Hoore           | Mitchelton-Scott         | 30 pts                   |                          |
| 7.ª                      | Giorgia Bronzini         | Cylance                  | 26 pts                   |                          |
| 8.ª                      | Elisa Longo Borghini     | Wiggle High5             | 22 pts                   |                          |
| 9.ª                      | Katarzyna Niewiadoma     | Canyon-SRAM Racing       | 18 pts                   |                          |
| 10.ª                     | Ruth Winder              | Sunweb                   | 15 pts                   |                          |

### Clasificación de la montaña(Maglia Verde)
| Clasificación de la montaña | Clasificación de la montaña | Clasificación de la montaña | Clasificación de la montaña | Clasificación de la montaña |
| Ciclista                    | Ciclista                    | Equipo                      | Puntos                      |                             |
| --------------------------- | --------------------------- | --------------------------- | --------------------------- | --------------------------- |
| 1.ª                         | Amanda Spratt               | Mitchelton-Scott            | 51 pts                      |                             |
| 2.ª                         | Annemiek van Vleuten        | Mitchelton-Scott            | 49 pts                      |                             |
| 3.ª                         | Ashleigh Moolman-Pasio      | Cervélo Bigla               | 43 pts                      |                             |
| 4.ª                         | Elisa Longo Borghini        | Wiggle High5                | 25 pts                      |                             |
| 5.ª                         | Megan Guarnier              | Boels Dolmans               | 18 pts                      |                             |
| 6.ª                         | Katarzyna Niewiadoma        | Canyon-SRAM Racing          | 15 pts                      |                             |
| 7.ª                         | Lucinda Brand               | Sunweb                      | 14 pts                      |                             |
| 8.ª                         | Eider Merino                | Movistar Team               | 10 pts                      |                             |
| 9.ª                         | Sheyla Gutiérrez            | Cylance                     | 5 pts                       |                             |
| 10.ª                        | Silvia Valsecchi            | Bepink                      | 5 pts                       |                             |

### Clasificación de las jóvenes(Maglia Bianca)
| Clasificación del mejor joven | Clasificación del mejor joven | Clasificación del mejor joven | Clasificación del mejor joven | Clasificación del mejor joven |
| Ciclista                      | Ciclista                      | Equipo                        | Tiempo                        |                               |
| ----------------------------- | ----------------------------- | ----------------------------- | ----------------------------- | ----------------------------- |
| 1.ª                           | Sofia Bertizzolo              | Astana Women's Team           | 26 h 14 min 22 s              |                               |
| 2.ª                           | Nadia Quagliotto              | Top Girls Fassa Bortolo       | + 4 min 15 s                  |                               |
| 3.ª                           | Juliette Labous               | Sunweb                        | + 6 min 39 s                  |                               |
| 4.ª                           | Katia Ragusa                  | Bepink                        | + 18 min 17 s                 |                               |
| 5.ª                           | Carmela Cipriani              | Conceria Zabri-Fanini         | + 20 min 11 s                 |                               |
| 6.ª                           | Cristina Martínez             | Bizkaia-Durango               | + 24 min 25 s                 |                               |
| 7.ª                           | Abby-Mae Parkinson            | Trek-Drops                    | + 25 min 55 s                 |                               |
| 8.ª                           | Jeanne Korevaar               | WaowDeals                     | + 27 min 23 s                 |                               |
| 9.ª                           | Alice Gasparini               | Eurotarget-Bianchi-Vitasana   | + 29 min 06 s                 |                               |
| 10.ª                          | Urška Žigart                  | BTC City Ljubljana            | + 29 min 35 s                 |                               |

### Clasificación por equipos
| Clasificación por equipos | Clasificación por equipos | Clasificación por equipos | Clasificación por equipos |
| Equipo                    | Equipo                    | Tiempo                    |                           |
| ------------------------- | ------------------------- | ------------------------- | ------------------------- |
| 1.º                       | Sunweb                    | 77 h 36 min 34 s          |                           |
| 2.º                       | Movistar Team             | + 5 min 34 s              |                           |
| 3.º                       | Cervélo Bigla             | + 18 min 03 s             |                           |
| 4.º                       | Boels Dolmans             | + 26 min 19 s             |                           |
| 5.º                       | Trek-Drops                | + 27 min 33 s             |                           |
| 6.º                       | BTC City Ljubljana        | + 32 min 03 s             |                           |
| 7.º                       | WaowDeals                 | + 40 min 24 s             |                           |
| 8.º                       | Wiggle High5              | + 40 min 35 s             |                           |
| 9.º                       | Mitchelton-Scott          | + 43 min 22 s             |                           |
| 10.º                      | Bizkaia-Durango           | + 47 min 33 s             |                           |

## Evolución de las clasificaciones
| Etapa                   |                          | Ganador _            | Clasificación general | Puntos               | Montaña              | Jóvenes          | Equipo _ | Mejor nacional       |
| ----------------------- | ------------------------ | -------------------- | --------------------- | -------------------- | -------------------- | ---------------- | -------- | -------------------- |
| 1.ª etapa               | contrarreloj por equipos | Sunweb               | Ellen van Dijk        | no otorgado          | no otorgado          | Liane Lippert    | Sunweb   | Elena Cecchini       |
| 2.ª etapa               | etapa escarpada          | Kirsten Wild         | Lucinda Brand         | Kirsten Wild         | Sheyla Gutiérrez     | Juliette Labous  | Sunweb   | Elena Cecchini       |
| 3.ª etapa               | etapa llana              | Jolien D'Hoore       | Leah Kirchmann        | Kirsten Wild         | Sheyla Gutiérrez     | Juliette Labous  | Sunweb   | Elena Cecchini       |
| 4.ª etapa               | etapa llana              | Jolien D'Hoore       | Leah Kirchmann        | Kirsten Wild         | Elisa Longo Borghini | Juliette Labous  | Sunweb   | Elisa Longo Borghini |
| 5.ª etapa               | etapa escarpada          | Ruth Winder          | Ruth Winder           | Kirsten Wild         | Elisa Longo Borghini | Sofia Bertizzolo | Sunweb   | Elisa Longo Borghini |
| 6.ª etapa               | etapa de montaña         | Amanda Spratt        | Amanda Spratt         | Kirsten Wild         | Amanda Spratt        | Sofia Bertizzolo | Sunweb   | Elisa Longo Borghini |
| 7.ª etapa               | contrarreloj individual  | Annemiek van Vleuten | Annemiek van Vleuten  | Kirsten Wild         | Amanda Spratt        | Sofia Bertizzolo | Sunweb   | Elisa Longo Borghini |
| 8.ª etapa               | etapa llana              | Marianne Vos         | Annemiek van Vleuten  | Marianne Vos         | Amanda Spratt        | Sofia Bertizzolo | Sunweb   | Elisa Longo Borghini |
| 9.ª etapa               | etapa de montaña         | Annemiek van Vleuten | Annemiek van Vleuten  | Annemiek van Vleuten | Amanda Spratt        | Sofia Bertizzolo | Sunweb   | Elisa Longo Borghini |
| 10.ª etapa              | etapa escarpada          | Annemiek van Vleuten | Annemiek van Vleuten  | Annemiek van Vleuten | Amanda Spratt        | Sofia Bertizzolo | Sunweb   | Elisa Longo Borghini |
| Clasificaciones finales | Clasificaciones finales  |                      | Annemiek van Vleuten  | Annemiek van Vleuten | Amanda Spratt        | Sofia Bertizzolo | Sunweb   | Elisa Longo Borghini |

Nota: Mejor nacional, hace alusión a la mejor ciclista italiana de la prueba

## UCI WorldTour Femenino
El  Giro de Italia Femenino otorga puntos para el UCI WorldTour Femenino 2018, incluyendo a todas las corredoras de los equipos en las categorías UCI Team Femenino. Las siguientes tablas muestran el baremo de puntuación y las 10 corredoras que obtuvieron más puntos:
| Posición              | 1.ª | 2.ª | 3.ª | 4.ª | 5.ª | 6.ª | 7.ª | 8.ª | 9.ª | 10.ª | 11.ª | 12.ª | 13.ª | 14.ª | 15.ª | 16.ª-30.ª | 31.ª-40.ª |
| Clasificación general | 200 | 150 | 125 | 100 | 85  | 70  | 60  | 50  | 40  | 35   | 30   | 25   | 20   | 15   | 10   | 5         | 3         |
| Por etapa             | 25  | 20  | 18  | 16  | 12  | 10  | 8   | 6   | 4   |      |      |      |      |      |      |           |           |
| Líder                 | 6   |     |     |     |     |     |     |     |     |      |      |      |      |      |      |           |           |

| Clasificación |                       |                    |         |       |       |       |
| Posición      | Ciclista              | Equipo             | General | Etapa | Líder | Total |
| ------------- | --------------------- | ------------------ | ------- | ----- | ----- | ----- |
| 1.ª           | Annemiek van Vleuten  | Mitchelton-Scott   | 200     | 99    | 15    | 314   |
| 2.ª           | Ashleigh Moolman      | Cervélo-Bigla      | 150     | 68    | -     | 218   |
| 3.ª           | Amanda Spratt         | Mitchelton-Scott   | 125     | 83    | 5     | 213   |
| 4.ª           | Lucinda Brand         | Sunweb             | 100     | 90    | 5     | 195   |
| 5.ª           | Megan Guarnier        | Boels-Dolmans      | 85      | 76    | -     | 161   |
| 6.ª           | Cecilie Uttrup Ludwig | Cervélo-Bigla      | 70      | 28    | -     | 98    |
| 7.ª           | Katarzyna Niewiadoma  | Canyon SRAM Racing | 60      | 38    | -     | 98    |
| 8.ª           | Elisa Longo Borghini  | Wiggle High5       | 35      | 44    | -     | 79    |
| 9.ª           | Marianne Vos          | WaowDeals          | -       | 71    | -     | 71    |
| 10.ª          | Ane Santesteban       | Alé Cipollini      | 40      | 30    | -     | 70    |